# Manus Sasonkin
Manus Sasonkin (* 30. Mai 1930 in Brooklyn/New York City; † 1992) war ein US-amerikanischer Komponist, Cembalist, Pianist, Dirigent, Musikwissenschaftler und -pädagoge.

## Leben
Sasonkin studierte Komposition bei Quincy Porter und Paul Hindemith an der Yale University, Gardner Reed an der Boston University und privat bei Arnold Schoenberg. Sein Cembalolehrer war Ralph Kirkpatrick (Yale University). Musikwissenschaft studierte er bei Karl Geiringer an der Boston University, Dirigieren bei Pierre Monteux an der Domaine School for Conductors und Leonard Bernstein in Tanglewood.
1948 unterrichtete er Musiktheorie an der Boston University, von 1954 bis 1966 Musiktheorie, Harmonielehre, Kontrapunkt, Orchestration, Komposition und Musik des 20. Jahrhunderts am St Louis Institute of Music, ab 1966 an der University of Alberta. Als Pianist und Cembalist gab er Konzerte an Universitäten der USA und Kanadas und trat mit dem Edmonton Little Symphony Orchestra auf. Als Dirigent leitete er u. a. das New Haven Symphony Orchestra, die St Louis Little Symphony, die University of Alberta Symphony und das Edmonton Symphony Orchestra. Außerdem war er Vizepräsident der Edmonton Chamber Music Society und Berater des Western Board of Music.

## Werke
- Overture für Orchester
- Divertimento for Wind Orchestra
- Notturno for String Orchestra
- Musica Post Prandia für Orchester
- Psalm VIII für Tenor und Orgel
- Elegy für Viola und Orchester
- Sinfonia Concertante für fünf Solo-Blasinstrumente und Orchester
- Eight Interludes für Cembalo
- Symphony für Orchester
- Suite für Klavier solo
- Sonata für zwei Klaviere
- Concerto für zwei Soloklaviere
- Sonata for Viola and Piano
- Sonata for Cello and Piano
- Sonatina for Clarinet and Piano
- Concerto for Orchestra
- 8 Klaviersonaten
- Interludien für Klavier
- zwei Streichquartette
- Lieder mit Klavierbegleitung
- Schauspielmusiken